# Canton du Cap Corse
Le canton du Cap Corse est une division administrative française du département de la Haute-Corse créée par le décret du 26 février 2014 et entrant en vigueur lors des élections départementales de 2015.

## Histoire
Un nouveau découpage territorial de la Haute-Corse entre en vigueur à l'occasion des premières élections départementales suivant le décret du 17 février 2014. Les conseillers départementaux sont, à compter de ces élections, élus au scrutin majoritaire binominal mixte. Les électeurs de chaque canton élisent au Conseil départemental, nouvelle appellation du Conseil général, deux membres de sexe différent, qui se présentent en binôme de candidats. Les conseillers départementaux sont élus pour 6 ans au scrutin binominal majoritaire à deux tours, l'accès au second tour nécessitant 12,5 % des inscrits au 1er tour. En outre la totalité des conseillers départementaux est renouvelée. Ce nouveau mode de scrutin nécessite un redécoupage des cantons dont le nombre est divisé par deux avec arrondi à l'unité impaire supérieure si ce nombre n'est pas entier impair, assorti de conditions de seuils minimaux. Dans la Haute-Corse, le nombre de cantons passe ainsi de 30 à 15.
Le nouveau canton du Cap Corse est partagé entre l'arrondissement de Bastia (20 communes) et celui de Calvi (2 communes). Le bureau centralisateur est situé à San-Martino-di-Lota.

## Représentation (2015 à 2017)
| Période élective | Période élective | Mandat | Mandat | Identité               | Nuance | Nuance | Qualité                                                                            |
| ---------------- | ---------------- | ------ | ------ | ---------------------- | ------ | ------ | ---------------------------------------------------------------------------------- |
| 2015             | 2021             | 2015   | 2017   | François Orlandi       |        | PRG    | Chargé de clientèle bancaire, maire de Tomino Président du conseil général sortant |
| 2015             | 2021             | 2015   | 2017   | Sylvie Retali-Andreani |        | DVG    | Orthophoniste à Bastia                                                             |

À l'issue du 1er tour des élections départementales de 2015, deux binômes sont en ballotage : Jean-Jacques Padovani et Danielle Vincent (DVG, 42,37 %) et François Orlandi et Sylvie Retali-Andreani (DVG, 41,38 %). Le taux de participation est de 64,34 % (7 216 votants sur 11 216 inscrits) contre 56,69 % au niveau départementalet 50,17 % au niveau national.
Au second tour, François Orlandi et Sylvie Retali-Andreani (DVG) sont élus avec 52,04 % des suffrages exprimés et un taux de participation de 74,59 % (4 174 voix pour 8 366 votants et 11 216 inscrits).

## Composition
Le nouveau canton du Cap Corse comprend les vingt-deux communes suivantes.
| Nom                                         | Code Insee | Intercommunalité        | Superficie (km2) | Population (dernière pop. légale) | Densité (hab./km2) | Modifier                                    |
| ------------------------------------------- | ---------- | ----------------------- | ---------------- | --------------------------------- | ------------------ | ------------------------------------------- |
| San-Martino-di-Lota (bureau centralisateur) | 2B305      | CA de Bastia            | 9,54             | 2 996 (2022)                      | 314                | modifier les données · modifier les données |
| Barrettali                                  | 2B030      | CC du Cap Corse         | 18,07            | 160 (2022)                        | 8,9                | modifier les données · modifier les données |
| Brando                                      | 2B043      | CC du Cap Corse         | 22,22            | 1 558 (2022)                      | 70                 | modifier les données · modifier les données |
| Cagnano                                     | 2B046      | CC du Cap Corse         | 14,72            | 154 (2022)                        | 10                 | modifier les données · modifier les données |
| Canari                                      | 2B058      | CC du Cap Corse         | 16,67            | 311 (2022)                        | 19                 | modifier les données · modifier les données |
| Centuri                                     | 2B086      | CC du Cap Corse         | 8,30             | 179 (2022)                        | 22                 | modifier les données · modifier les données |
| Ersa                                        | 2B107      | CC du Cap Corse         | 20,45            | 126 (2022)                        | 6,2                | modifier les données · modifier les données |
| Farinole                                    | 2B109      | CC Nebbiu - Conca d'Oro | 14,76            | 236 (2022)                        | 16                 | modifier les données · modifier les données |
| Luri                                        | 2B152      | CC du Cap Corse         | 27,53            | 857 (2022)                        | 31                 | modifier les données · modifier les données |
| Meria                                       | 2B159      | CC du Cap Corse         | 20,43            | 77 (2022)                         | 3,8                | modifier les données · modifier les données |
| Morsiglia                                   | 2B170      | CC du Cap Corse         | 13,34            | 107 (2022)                        | 8,0                | modifier les données · modifier les données |
| Nonza                                       | 2B178      | CC du Cap Corse         | 8,04             | 63 (2022)                         | 7,8                | modifier les données · modifier les données |
| Ogliastro                                   | 2B183      | CC du Cap Corse         | 9,49             | 90 (2022)                         | 9,5                | modifier les données · modifier les données |
| Olcani                                      | 2B184      | CC du Cap Corse         | 14,25            | 95 (2022)                         | 6,7                | modifier les données · modifier les données |
| Olmeta-di-Capocorso                         | 2B187      | CC du Cap Corse         | 21,57            | 129 (2022)                        | 6,0                | modifier les données · modifier les données |
| Patrimonio                                  | 2B205      | CC Nebbiu - Conca d'Oro | 17,46            | 877 (2022)                        | 50                 | modifier les données · modifier les données |
| Pietracorbara                               | 2B224      | CC du Cap Corse         | 26,15            | 656 (2022)                        | 25                 | modifier les données · modifier les données |
| Pino                                        | 2B233      | CC du Cap Corse         | 7,04             | 154 (2022)                        | 22                 | modifier les données · modifier les données |
| Rogliano                                    | 2B261      | CC du Cap Corse         | 26,70            | 540 (2022)                        | 20                 | modifier les données · modifier les données |
| Santa-Maria-di-Lota                         | 2B309      | CA de Bastia            | 13,20            | 1 970 (2022)                      | 149                | modifier les données · modifier les données |
| Sisco                                       | 2B281      | CC du Cap Corse         | 24,96            | 1 172 (2022)                      | 47                 | modifier les données · modifier les données |
| Tomino                                      | 2B327      | CC du Cap Corse         | 5,80             | 179 (2022)                        | 31                 | modifier les données · modifier les données |
| Canton du Cap Corse                         | 2B08       |                         | 360,69           | 12 686 (2022)                     | 35                 | modifier les données                        |

## Démographie
En 2022, le canton comptait 12 686 habitants, en évolution de +2,17 % par rapport à 2016 (Haute-Corse : +5,15 %, France hors Mayotte : +2,11 %).
| 2013   | 2018   | 2022   |
| ------ | ------ | ------ |
| 12 485 | 12 541 | 12 686 |